# Ian Grob
Ian Vaughan Grob (* 24. August 1952 in Barnet) ist ein ehemaliger britischer Autorennfahrer.

## Karriere als Rennfahrer
Der Vater von Ian Grob war Ken Grob (1921–1991). Ken Grob war Versicherungsmakler und stiller Teilhaber bei Token Racing. Ziel des Engagements war es, dem Sohn Ian den Einstieg in den Motorsport zu erleichtern. Zu einem Renneinsatz von Ian Grob in einem Formel-1-Token kam es jedoch nicht.
Die internationale Karriere von Grob begann 1973 auf einem Chevron B23 bei Sportwagenrennen. Seinen ersten Erfolg feierte mit dem dritten Rang beim 9-Stunden-Rennen von Kyalami 1973 mit Teampartner John Hine. Rennsieger waren Reinhold Joest und Herbert Müller im Porsche 908/03. Sein erster Rennsieg gelang ihm 1974 bei einem Sportwagenrennen auf der Avus. 1976 ging er in der Sportwagen-Weltmeisterschaft und in der Europameisterschaft an den Start. Im selben Jahr versuchte er auch in der Formel-2-Europameisterschaft Fuß zu fassen, konnte sich aber nicht in den Punkterängen platzieren.
Nach einem Jahr in der britischen Formel-3-Meisterschaft 1977 kehrte er 1978 zum Sportwagensport zurück. Er bestritt das 24-Stunden-Rennen von Le Mans und trat nach dem Start beim 24-Stunden-Rennen von Daytona 1980 vom Rennsport zurück.

## Statistik

### Le-Mans-Ergebnisse
| Jahr | Team                          | Fahrzeug           | Teamkollege | Platzierung | Ausfallgrund  |
| ---- | ----------------------------- | ------------------ | ----------- | ----------- | ------------- |
| 1978 | IBEC Racing Developments Ltd. | Ibec-Hesketh 308LM | Guy Edwards | Ausfall     | Antriebswelle |